# 1:a stridsvagnsarmén
1:a stridsvagnsarmén var en armé i Röda armén under andra världskriget. Den bildades i juli 1942 och upplöstes i augusti 1942, den 30 januari 1943 sattes den upp igen. I april 1944 ombildades armén till 1:a gardesstridsvagnsarmén.

## Slag

### Kursk
Armén tillhörde Voronezjfronten.

#### Organisation
Arméns organisation.
- 6:e stridsvagnskåren
- 31:a stridsvagnskåren
- 3:e mekaniserade kåren